# Charles-Philippe Place
Pour les articles homonymes, voir Place.
Charles-Philippe Place, né le 14 février 1814 à Paris et mort le 5 mars 1893 à Rennes, est homme d'Église, évêque, puis archevêque et cardinal français.

## Biographie
Avocat de profession, Charles-Philippe Place eut une vocation tardive. Fils de Philippe Place, avocat au Barreau de Paris et de Marie-Camille Lefevre d'Hervilliers, il entama des études de Théologie à Rome (1847-1849), il fut ordonné prêtre à 36 ans en 1850. Vicaire général de Félix Dupanloup au diocèse d'Orléans, supérieur du Petit Séminaire de La Chapelle-Saint-Mesmin de 1852 à 1856, professeur puis supérieur du Petit séminaire de Notre-Dame-des-Champs de Paris, il est membre du Conseil d’Administration, de l’Œuvre des Écoles d’Orient de 1858 et son Vice-Président entre 1861 et 1863. Il revint à Rome de 1863 à 1866 comme auditeur de la Rote pour la France.
Il est nommé évêque de Marseille le 22 juin 1866, par le pape Pie IX, assisté de Giuseppe Cardoni (it) et François Marinelli, respectivement évêques de Recanati-Lorette (it) et de Porphyreon (de).
Ayant par sa sœur Marie-Caroline Le Cler, des attaches en Vendée où il passait des vacances et notamment à Bouin, il participa à de nombreuses bénédictions, comme la pose de la première pierre de l'église Notre-Dame de Bouin en 1873.[réf. nécessaire]
Père conciliaire de Vatican I, Charles-Philippe Place fit partie de la minorité opposée au dogme de l'infaillibilité papale, cette prise de position lui valant de sérieuses difficultés dans son diocèse.
Promu archevêque de Rennes, le 15 juillet 1878, Charles-Philippe Place obtint le 13 février 1880 le rétablissement du titre de cathédrale au profit des églises Saint-Samson de Dol et Saint-Vincent de Saint-Malo, l'archidiocèse étant désormais celui de Rennes, Dol et Saint-Malo : il devint le premier prélat à porter le titre d'archevêque de Rennes, Dol et Saint-Malo.
Dans son archidiocèse, Charles-Philippe Place institua le principe des visites canoniques annuelles des paroisses ainsi que celui des retraites presbytérales annuelles.
Le 7 juin 1886, il fut créé cardinal par Léon XIII au titre cardinalice de Santa Maria Nuova, de Sainte Marie la Nouvelle et de Sainte Françoise au Forum Romain.
Par décret du 17 mai 1887, il se vit adjoindre un coadjuteur en la personne de Mgr Gonindard, alors évêque de Verdun.
Prélat énergique, voire autoritaire, Charles-Philippe Place se distingua tant par ses prises de position publiques sur les questions de l'enseignement (1879-1880), du service militaire pour les séminaristes (1881), que par son refus au très autoritaire cardinal Rampolla, Cardinal secrétaire d’Etat, d'assumer l'annonce de la politique de ralliement des catholiques à la Troisième République.
Cette mission, sur la suggestion du cardinal Place, devait finalement échoir au cardinal Lavigerie, archevêque d'Alger et de Carthage, primat d'Afrique. Charles-Philippe Place s'expliqua de ce choix en souhaitant que cette annonce soit portée par un prélat plus jeune que lui, dont le charisme naturel, habitué des prises de position bien tranchées, imposerait à tous ce changement politique. D'autre part, dans ses échanges avec le cardinal Rampolla, Charles-Philippe Place expose l'avantage d'une annonce de ralliement prononcée hors de la Métropole, loin des soutiens monarchiques et surtout loin de la noblesse de son diocèse que le cardinal Place sait peu enclin à soutenir la République et qui ne manqua pas de voir dans le Toast d'Alger le refus du pape à soutenir le retour de la monarchie en France.
Chevalier de la Légion d’honneur, grand-croix du Saint-Sépulcre, il devait s'éteindre à Rennes le 5 mars 1893. Son corps est inhumé dans la cathédrale de Rennes tandis que son cœur repose au côté de sa sœur dans le tombeau familial au cimetière de Bouin en Vendée.

## Lien de parenté
Il est le frère du diplomate et archéologue Victor Place.

## Armes
Coupé au premier parti d'azur à la Vierge de Notre-Dame de la Garde, couronnée et portant l'Enfant Jésus, le tout d'argent, et de gueules à l'agneau pascal des catacombes, au nimbe crucifère et portant une croix avec banderole, le tout d'argent; au second d'or, au château fort ou place d'armes de sable maçonné d'argent, ouvert et ajouré du champ; brochant sur le tout, une fasce d'hermines en divise.

## Galerie

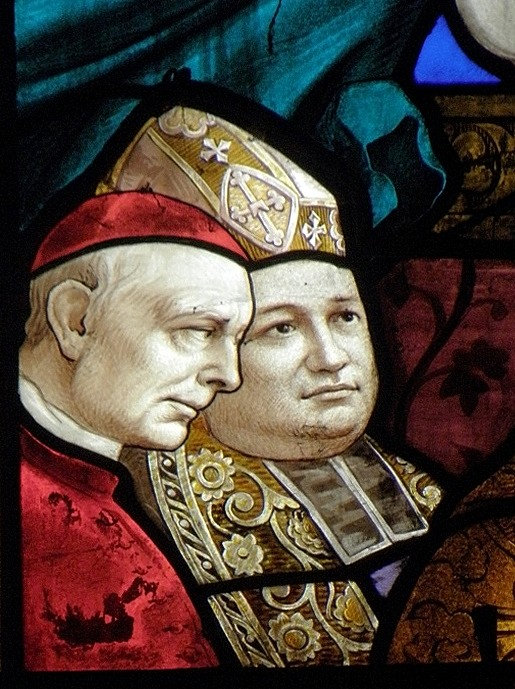
Le cardinal Place et son auxiliaire, Gonindard.
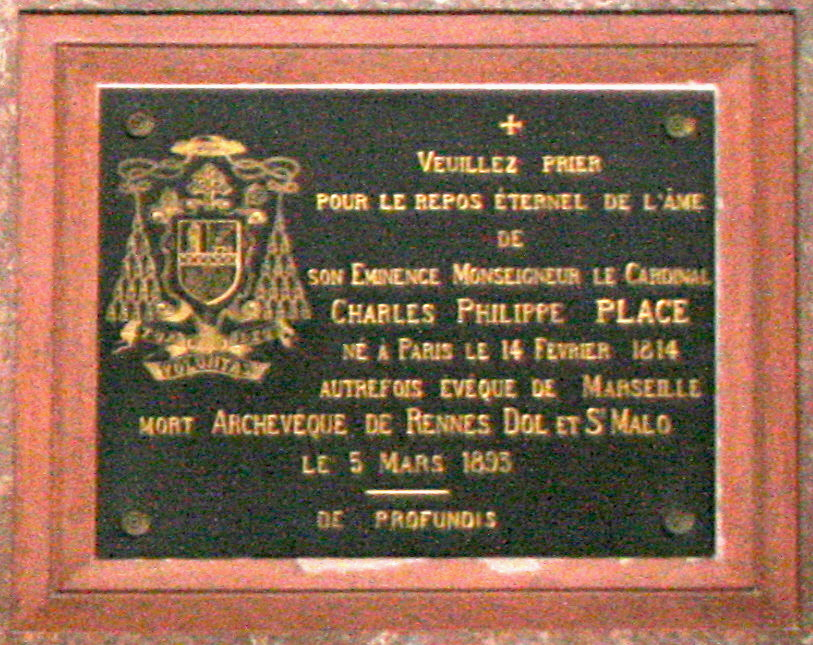
Plaque commémorative du cardinal Place en la Métropole Saint-Pierre de Rennes.
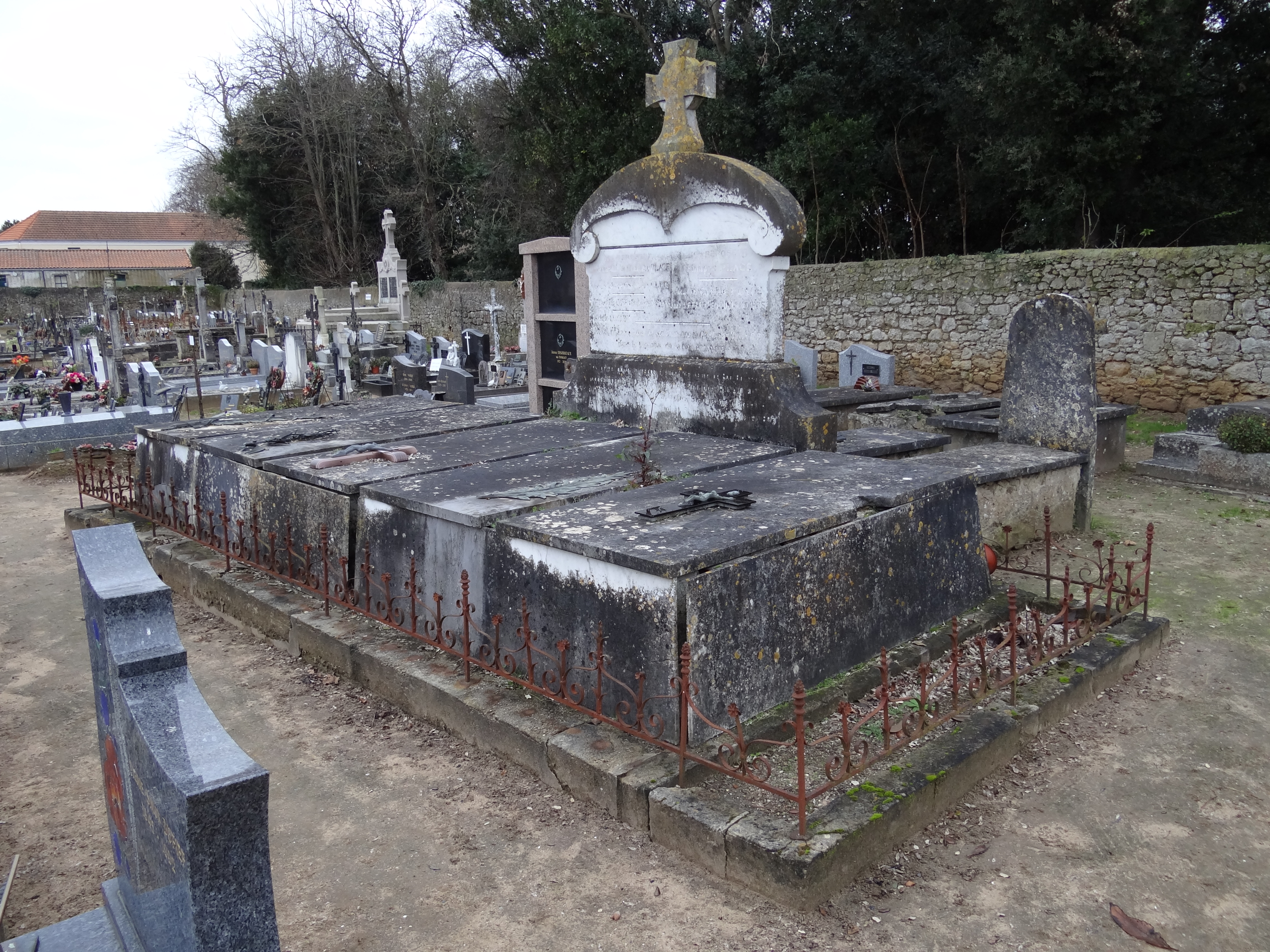
Le tombeau de la famille Place où est inhumé le cœur du cardinal Place au cimetière de Bouin (Vendée).

## Distinction
- Chevalier de la Légion d'honneur[10]

## Sources
- L.-B., Mgr Place, évêque de Marseille : notice biographique, Marseille, Librairie Mme Vve Cruège, Rue Saint Férréol, 18, 1866
- Thomas Gisbert-Guinguene de Callac, L'Église de Bouin, un Phare pour la Baie, Le Poiré sur Vie, IGO, 2020
- Chanoine Amédée Guillotin de Corson, Pouillé historique de l'archevêché de Rennes, Rennes, Fougeray et Paris, René Haton, 1880-1886, 6 vol. in-8° br., couv. impr. (disponible sur Gallica).
- Jean Delumeau (Dir.), Le diocèse de Rennes, Paris, Éditions Beauchesne, Collection "Histoire des diocèses de France, 1979, 319p., p. 215-218.
- Dictionnaire du monde religieux dans la France contemporaine. La Bretagne, sous la direction de Michel Lagrée, Beauchesne-Institut culturel de Bretagne.
- CEF de Rennes

### Articles liés
- Archidiocèse de Rennes, Dol et Saint-Malo
- Liste des évêques et archevêques de Rennes